# Tamagotchi
En tamagotchi er en minicomputer (et indlejret system) med et stykke software, som simulerer et kæledyr. Tamagotchi ("tom-ah-got-chee") er altså et virtuelt kæledyr, som lever hele sit liv på en LCD skærm i en nøglering. "Tamagotchi" er en kombination af japanske "たまご" (tamago) som betyder "æg", og engelsk "watch" (ur).

## Fodnoter
1. ↑  バンダイ タイムマシンバンダイ タイムマシン (Ældre version)